# Selección de baloncesto de Gibraltar
La selección de baloncesto de Gibraltar es el equipo formado por jugadores de nacionalidad gibraltareña que representa a la Asociación Amateur de Baloncesto de Gibraltar en las competiciones internacionales organizadas por la Federación Internacional de Baloncesto (FIBA) o el Comité Olímpico Internacional (COI): los Juegos Olímpicos, la Copa Mundial de Baloncesto y el EuroBasket.

## Plantilla
- Lista de jugadores convocados que disputaron el Campeonato Europeo de Baloncesto de los Países Pequeños de 2018.[1]

| Gibraltar                  | Gibraltar        | Gibraltar | Gibraltar | Gibraltar | Gibraltar                |
| Num                        | Jugador          | Pos       | Altura    | Edad      | Equipo                   |
| -------------------------- | ---------------- | --------- | --------- | --------- | ------------------------ |
| 00                         | Lucas Pérez      | P         | 2,04 m    | 38        | Bayside Argus            |
| 3                          | Timothy Fava     | A         | 1,83 m    | 21        | Leicester Riders         |
| 5                          | Dylan Gómez      | A         | 1,92 m    | 28        | Unión Linense Baloncesto |
| 6                          | Aaron Turner     | A         | 1,88 m    | 41        | Bayside Argus            |
| 7                          | Stephen Britto   | B         | 1,78 m    | 38        | Bayside Argus            |
| 8                          | Angel Guerrero   | A         | 1,92 m    | 42        | Hassans Blue Stars       |
| 10                         | Andrew Yeats     | B         | 1,81 m    | 26        | Unión Linense Baloncesto |
| 13                         | Miguel Ortega    | B         | 1,84 m    | 27        | Unión Linense Baloncesto |
| 24                         | Marius Grigaitis | A         | 1,98 m    | 26        | Valmar Harlem            |
| 25                         | Jamie Sercombe   | B         | 1,82 m    | 25        | Valmar Harlem            |
| 32                         | Thomas Yome      | B         | 1,83 m    | 21        | Leicester Riders         |
| 33                         | Sam Buxton       | A         | 1,92 m    | 28        | UDEA Baloncesto          |
| Entrenador: Adam Cassaglia |                  |           |           |           |                          |

## Historial

### Copa Mundial
Resultado General: No ocupa puesto
| Copa Mundial de Baloncesto |
| --- |
| - 1950: No calificó - 1954: No calificó - 1959: No calificó - 1963: No calificó - 1967: No calificó - 1970: No calificó - 1974: No calificó - 1978: No calificó - 1982: No calificó - 1986: No calificó - 1990: No calificó - 1994: No calificó - 1998: No calificó - 2002: No calificó - 2006: No calificó - 2010: No calificó - 2014: No calificó - 2019: No calificó - 2023: No calificó - 2027: TBD |

### Juegos Olímpicos
| Baloncesto en los Juegos Olímpicos |
| --- |
| - Berlín 1936: No calificó - Londres 1948: No calificó - Helsinki 1952: No calificó - Melbourne 1956: No calificó - Roma 1960: No calificó - Tokio 1964: No calificó - México 1968: No calificó - Múnich 1972: No calificó - Montreal 1976: No calificó - Moscú 1980: No calificó - Los Ángeles 1984: No calificó - Seúl 1988: No calificó - Barcelona 1992: No calificó - Atlanta 1996: No calificó - Sídney 2000: No calificó - Atenas 2004: No calificó - Pekín 2008: No calificó - Londres 2012: No calificó - Río 2016: No calificó - Tokio 2020: No calificó - París 2024: No calificó |

### EuroBasket
| EuroBasket |
| --- |
| - 1935: No participó - 1937: No participó - 1939: No participó - 1946: No participó - 1947: No participó - 1949: No participó - 1951: No participó - 1953: No participó - 1955: No participó - 1957: No participó - 1959: No participó - 1961: No participó - 1963: No participó - 1965: No participó - 1967: No participó - 1969: No participó - 1971: No participó - 1973: No participó - 1975: No participó - 1977: No participó - 1979: No participó - 1981: No participó - 1983: No participó - 1985: No participó - 1987: No participó - 1989: No participó - 1991: No participó - 1993: No participó - 1995: No participó - 1997: No participó - 1999: No participó - 2001: No participó - 2003: No participó - 2005: No participó - 2007: No participó - 2009: No participó - 2011: No participó - 2013: No participó - 2015: No participó - 2017: No participó - 2022: No participó - 2025: TBD |

### Campeonato Europeo División C
| 1988: | 7° Lugar | 1990: | 5° Lugar | 1992: | 7° Lugar |  |  |
| 1994: | 7° Lugar | 1996: | 8° Lugar | 1998: | 4° Lugar |  |  |
| 2000: | 6° Lugar | 2002: | 8° Lugar | 2004: | 7° Lugar |  |  |
| 2006: | 7° Lugar | 2008: | 6° Lugar | 2010: | 7° Lugar |  |  |
| 2012: | 7° Lugar | 2014: | 6° Lugar | 2016: | 8° Lugar |  |  |
| 2018: | 4° Lugar | 2021: | 5° Lugar |       |          |  |  |

## Palmarés
- Juegos de las Islas:
  -  Subcampeón (1): 2017
  -  Tercer lugar (3): 2001, 2015, 2019